# 大阪府第13区
大阪府第13区（おおさかふだい13く）は、日本の衆議院議員総選挙における選挙区。1994年（平成6年）の公職選挙法改正で設置。

## 区域
1994年（平成6年）公職選挙法改正以降の区域は以下のとおりである。
- 東大阪市

選挙区域を構成する地方公共団体が一つのみというケースは、関西では兵庫8区（尼崎市）がある。中選挙区制度時代は旧4区に属していた。

## 歴史
小選挙区制度導入直後は西野陽と塩川正十郎が地盤としていた。第41回は新進党に所属していた西野陽が、自民党の塩川を破ってのものだったが、その後西野陽が自民党入りしコスタリカ方式が取られた。塩川は第43回総選挙の解散をもって引退し、保守系候補は西野陽に一本化された。
第45回では、民主旋風の中で自民党が大阪府下の小選挙区で唯一、小選挙区で獲得した議席である。また、第45回を最後に引退した日本共産党の吉井英勝は当選挙区を地盤として比例近畿ブロックに重複立候補し、比例復活当選を続けていた。
第46回では、西野陽が出馬せず引退し、長男で大阪維新の会所属の大阪府議会議員だった西野弘一が日本維新の会から出馬し、当時自民党に所属していた神谷宗幣らを破り、初当選した。
第47回では、塩川の元秘書で自民党の大阪府議会議員だった宗清皇一が初当選を果たし、次世代の党に移籍した西野弘一は重複立候補していた比例近畿ブロックにおいて次世代の党が議席を獲得できなかったことから比例復活当選もできず落選した。
第48回では、宗清が比例重複立候補者の復活を許すことなく、再選を果たした。この選挙での立候補者のうち、宗清と西野弘一と日本維新の会新人の青野剛暁は、いずれも自民党に在籍経験がある東大阪市選挙区選出の元大阪府議会議員であった。
第49回では、西野弘一が出馬せず、宗清と日本維新の会の元大阪府議会議員の岩谷良平による争いとなり、岩谷が約16000票差で当選した。本選挙では、大阪府内の選挙区にて自民党は日本維新の会に全敗したが、宗清は比例復活を果たし、大阪19区から立候補し比例復活した谷川とむと比例単独2位に登録されて当選した柳本顕の2人と共に議席を守った。
2023年末に発覚した政治資金パーティー収入の裏金問題を巡っては、安倍派に所属していた宗清の5年間の不記載額は計1408万円に及んだ。党は宗清を半年間の党役職停止とし、停止明けの第50回は出馬可能となったが、比例の重複立候補は認められなかった。一方、維新は9区を除く府内18選挙区で比例重複を認めない方針を決め、引き締めを図った。両者とも背水の陣で挑んだ選挙戦は岩谷が制し、宗清は落選した。また、この区で唯一の比例重複候補だったれいわ新選組の八幡愛が3番手ながら比例近畿ブロックの最後に滑り込み、初当選を果たした。

## 小選挙区選出議員
| 選挙名                 | 年     | 当選者     | 党派         |
| ---------------------- | ------ | ---------- | ------------ |
| 第41回衆議院議員総選挙 | 1996年 | 西野陽     | 新進党       |
| 第42回衆議院議員総選挙 | 2000年 | 塩川正十郎 | 自由民主党   |
| 第43回衆議院議員総選挙 | 2003年 | 西野陽     | 自由民主党   |
| 第44回衆議院議員総選挙 | 2005年 | 西野陽     | 自由民主党   |
| 第45回衆議院議員総選挙 | 2009年 | 西野陽     | 自由民主党   |
| 第46回衆議院議員総選挙 | 2012年 | 西野弘一   | 日本維新の会 |
| 第47回衆議院議員総選挙 | 2014年 | 宗清皇一   | 自由民主党   |
| 第48回衆議院議員総選挙 | 2017年 | 宗清皇一   | 自由民主党   |
| 第49回衆議院議員総選挙 | 2021年 | 岩谷良平   | 日本維新の会 |
| 第50回衆議院議員総選挙 | 2024年 | 岩谷良平   | 日本維新の会 |

## 選挙結果
時の内閣：第1次石破内閣 解散日：2024年10月9日 公示日：2024年10月15日
当日有権者数：39万5868人 最終投票率：49.55%（前回比：3.88%） （全国投票率：53.85%（2.08%））
| 当落 | 候補者名 | 年齢 | 所属党派     | 新旧 | 得票数   | 得票率 | 惜敗率 | 推薦・支持 | 重複 |
| ---- | -------- | ---- | ------------ | ---- | -------- | ------ | ------ | ---------- | ---- |
| 当   | 岩谷良平 | 44   | 日本維新の会 | 前   | 79,898票 | 41.91% | ――     |            |      |
|      | 宗清皇一 | 54   | 自由民主党   | 前   | 69,600票 | 36.51% | 87.11% | 公明党推薦 |      |
| 比当 | 八幡愛   | 37   | れいわ新選組 | 新   | 22,482票 | 11.79% | 28.14% |            | ○    |
|      | 寳井晃美 | 60   | 日本共産党   | 新   | 18,657票 | 9.79%  | 23.35% |            |      |

時の内閣：第1次岸田内閣 解散日：2021年10月14日 公示日：2021年10月19日
当日有権者数：40万235人 最終投票率：53.43%（前回比：7.8%） （全国投票率：55.93%（2.25%））
| 当落 | 候補者名 | 年齢 | 所属党派     | 新旧 | 得票数    | 得票率 | 惜敗率 | 推薦・支持 | 重複 |
| ---- | -------- | ---- | ------------ | ---- | --------- | ------ | ------ | ---------- | ---- |
| 当   | 岩谷良平 | 41   | 日本維新の会 | 新   | 101,857票 | 48.47% | ――     |            | ○    |
| 比当 | 宗清皇一 | 51   | 自由民主党   | 前   | 85,321票  | 40.60% | 83.77% | 公明党推薦 | ○    |
|      | 神野淳一 | 45   | 日本共産党   | 新   | 22,982票  | 10.94% | 22.56% |            |      |

時の内閣：第3次安倍第3次改造内閣 解散日：2017年9月28日 公示日：2017年10月10日
当日有権者数：40万4319人 最終投票率：45.63%（前回比：3.23%） （全国投票率：53.68%（1.02%））
| 当落 | 候補者名 | 年齢 | 所属党派     | 新旧 | 得票数   | 得票率 | 惜敗率 | 推薦・支持 | 重複 |
| ---- | -------- | ---- | ------------ | ---- | -------- | ------ | ------ | ---------- | ---- |
| 当   | 宗清皇一 | 47   | 自由民主党   | 前   | 74,662票 | 41.19% | ――     | 公明党推薦 | ○    |
|      | 青野剛暁 | 43   | 日本維新の会 | 新   | 52,033票 | 28.71% | 69.69% |            | ○    |
|      | 西野弘一 | 48   | 無所属       | 元   | 23,584票 | 13.01% | 31.59% |            | ×    |
|      | 長岡嘉一 | 48   | 日本共産党   | 新   | 16,399票 | 9.05%  | 21.96% |            |      |
|      | 姜英紀   | 45   | 立憲民主党   | 新   | 14,568票 | 8.04%  | 19.51% |            | 〇   |

- 西野は落選後、大阪府議会議員補欠選挙に立候補し当選。

時の内閣：第2次安倍改造内閣 解散日：2014年11月21日 公示日：2014年12月2日
当日有権者数：39万7435人 最終投票率：48.86% （全国投票率：52.66%（6.66%））
| 当落 | 候補者名   | 年齢 | 所属党派   | 新旧 | 得票数   | 得票率 | 惜敗率 | 推薦・支持       | 重複 |
| ---- | ---------- | ---- | ---------- | ---- | -------- | ------ | ------ | ---------------- | ---- |
| 当   | 宗清皇一   | 44   | 自由民主党 | 新   | 91,931票 | 49.31% | ――     | 公明党推薦       | ○    |
|      | 西野弘一   | 45   | 次世代の党 | 前   | 61,136票 | 32.79% | 66.50% | 大阪維新の会推薦 | ○    |
|      | 荒谷恵美子 | 63   | 日本共産党 | 新   | 33,384票 | 17.90% | 36.31% |                  |      |

時の内閣：野田第3次改造内閣 解散日：2012年11月16日 公示日：2012年12月4日 （全国投票率：59.32%（9.96%））
| 当落 | 候補者名 | 年齢 | 所属党派     | 新旧 | 得票数    | 得票率 | 惜敗率 | 推薦・支持   | 重複 |
| ---- | -------- | ---- | ------------ | ---- | --------- | ------ | ------ | ------------ | ---- |
| 当   | 西野弘一 | 43   | 日本維新の会 | 新   | 109,756票 | 51.46% | ――     |              | ○    |
|      | 神谷宗幣 | 35   | 自由民主党   | 新   | 58,465票  | 27.41% | 53.27% | 公明党推薦   | ○    |
|      | 寺山初代 | 57   | 日本共産党   | 新   | 25,538票  | 11.97% | 23.27% |              |      |
|      | 樋口俊一 | 61   | 民主党       | 前   | 16,389票  | 7.68%  | 14.93% | 国民新党推薦 | ○    |
|      | 皿田幸市 | 64   | 無所属       | 新   | 3,131票   | 1.47%  | 2.85%  |              | ×    |

- 神谷は第26回参議院議員通常選挙に参政党公認で比例区から立候補し当選。
- 樋口は第45回は比例近畿ブロック単独立候補で当選。

時の内閣：麻生内閣 解散日：2009年7月21日 公示日：2009年8月18日 （全国投票率：69.28%（1.77%））
| 当落 | 候補者名 | 年齢 | 所属党派   | 新旧 | 得票数    | 得票率 | 惜敗率 | 推薦・支持             | 重複 |
| ---- | -------- | ---- | ---------- | ---- | --------- | ------ | ------ | ---------------------- | ---- |
| 当   | 西野陽   | 69   | 自由民主党 | 前   | 107,807票 | 43.45% | ――     |                        | ○    |
|      | 白石純子 | 46   | 国民新党   | 新   | 90,453票  | 36.46% | 83.90% | 民主党・社会民主党推薦 | ○    |
| 比当 | 吉井英勝 | 66   | 日本共産党 | 前   | 45,716票  | 18.43% | 42.41% |                        | ○    |
|      | 生田智千 | 29   | 幸福実現党 | 新   | 4,116票   | 1.66%  | 3.82%  |                        |      |

時の内閣：第2次小泉改造内閣 解散日：2005年8月8日 公示日：2005年8月30日 （全国投票率：67.51%（7.65%））
| 当落 | 候補者名 | 年齢 | 所属党派   | 新旧 | 得票数    | 得票率 | 惜敗率 | 推薦・支持 | 重複 |
| ---- | -------- | ---- | ---------- | ---- | --------- | ------ | ------ | ---------- | ---- |
| 当   | 西野陽   | 65   | 自由民主党 | 前   | 141,141票 | 58.09% | ――     |            | ○    |
|      | 富家孝   | 58   | 民主党     | 新   | 60,791票  | 25.02% | 43.07% |            | ○    |
| 比当 | 吉井英勝 | 62   | 日本共産党 | 前   | 41,017票  | 16.88% | 29.06% |            | ○    |

- 富家は第43回は東京7区から立候補（無所属の会）も、落選。

時の内閣：第1次小泉第2次改造内閣 解散日：2003年10月10日 公示日：2003年10月28日 （全国投票率：59.86%（2.63%））
| 当落 | 候補者名   | 年齢 | 所属党派   | 新旧 | 得票数   | 得票率 | 惜敗率 | 推薦・支持 | 重複 |
| ---- | ---------- | ---- | ---------- | ---- | -------- | ------ | ------ | ---------- | ---- |
| 当   | 西野陽     | 63   | 自由民主党 | 前   | 97,311票 | 49.67% | ――     |            | ○    |
|      | 岡本準一郎 | 32   | 民主党     | 新   | 65,164票 | 33.26% | 66.96% |            | ○    |
| 比当 | 吉井英勝   | 60   | 日本共産党 | 前   | 33,446票 | 17.07% | 34.37% |            | ○    |

時の内閣：第1次森内閣 解散日：2000年6月2日 公示日：2000年6月13日 （全国投票率：62.49%（2.84%））
| 当落 | 候補者名   | 年齢 | 所属党派   | 新旧 | 得票数    | 得票率 | 惜敗率 | 推薦・支持 | 重複 |
| ---- | ---------- | ---- | ---------- | ---- | --------- | ------ | ------ | ---------- | ---- |
| 当   | 塩川正十郎 | 78   | 自由民主党 | 元   | 109,614票 | 53.32% | ――     |            | ○    |
| 比当 | 吉井英勝   | 57   | 日本共産党 | 前   | 55,096票  | 26.80% | 50.26% |            | ○    |
|      | 岡本準一郎 | 28   | 民主党     | 新   | 35,759票  | 17.39% | 32.62% |            | ○    |
|      | 佐藤芳男   | 57   | 自由連合   | 新   | 5,115票   | 2.49%  | 4.67%  |            |      |

- 吉井は第41回は比例九州ブロック単独立候補で当選。

時の内閣：第1次橋本内閣 解散日：1996年9月27日 公示日：1996年10月8日 （全国投票率：59.65%（8.11%））
| 当落 | 候補者名   | 年齢 | 所属党派   | 新旧 | 得票数   | 得票率 | 惜敗率 | 推薦・支持 | 重複 |
| ---- | ---------- | ---- | ---------- | ---- | -------- | ------ | ------ | ---------- | ---- |
| 当   | 西野陽     | 56   | 新進党     | 新   | 90,784票 | 41.35% | ――     |            |      |
|      | 塩川正十郎 | 75   | 自由民主党 | 前   | 83,254票 | 37.92% | 91.71% |            |      |
|      | 請川清     | 58   | 日本共産党 | 新   | 33,399票 | 15.21% | 36.79% |            |      |
|      | 相田勲     | 36   | 民主党     | 新   | 12,123票 | 5.52%  | 13.35% |            | ○    |